# Оттерсвиллер
Оттерсвиллер (фр. Otterswiller) — коммуна на северо-востоке Франции в регионе Гранд-Эст (бывший Эльзас — Шампань — Арденны — Лотарингия), департамент Нижний Рейн, округ Саверн, кантон Саверн. До марта 2015 года коммуна административно входила в состав упразднённого кантона Мармутье (округ Саверн).
Площадь коммуны — 3,28 км², население — 1314 человек (2006) с тенденцией к росту: 1362 человека (2013), плотность населения — 415,2 чел/км².

## Население
Население коммуны в 2011 году составляло 1365 человек, в 2012 году — 1363 человека, а в 2013-м — 1362 человека.
| 1962 | 1968 | 1975 | 1982 | 1990 | 1999 | 2006 | 2008 | 2011 | 2012 | 2013 |
| ---- | ---- | ---- | ---- | ---- | ---- | ---- | ---- | ---- | ---- | ---- |
| 663  | 699  | 832  | 1124 | 1147 | 1177 | 1314 | 1353 | 1365 | 1363 | 1362 |

Динамика населения:

## Экономика
В 2010 году из 875 человек трудоспособного возраста (от 15 до 64 лет) 637 были экономически активными, 238 — неактивными (показатель активности 72,8 %, в 1999 году — 70,4 %). Из 637 активных трудоспособных жителей работали 607 человек (336 мужчин и 271 женщина), 30 числились безработными (10 мужчин и 20 женщин). Среди 238 трудоспособных неактивных граждан 78 были учениками либо студентами, 97 — пенсионерами, а ещё 63 — были неактивны в силу других причин.

## Достопримечательности (фотогалерея)

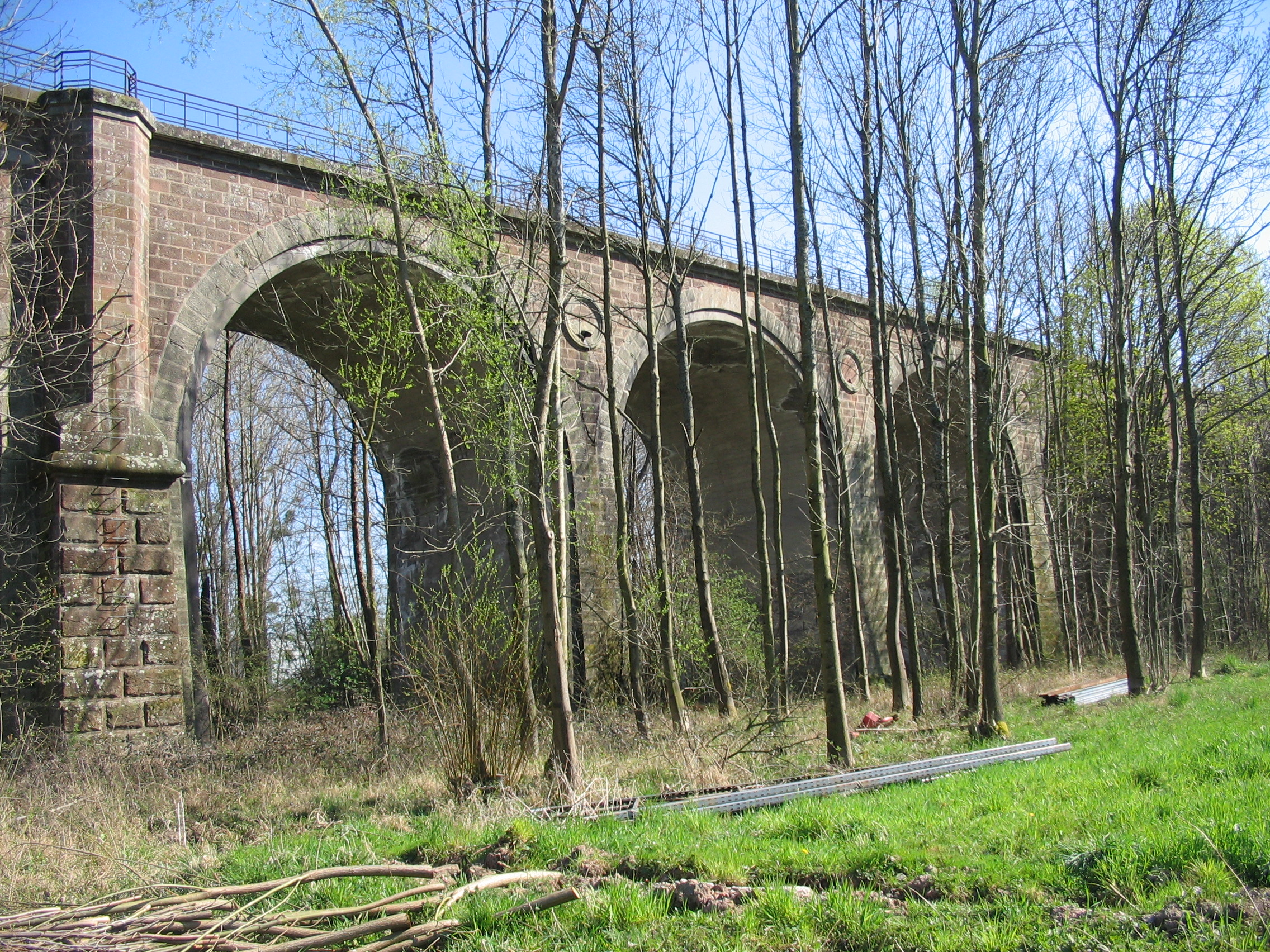
Виадук
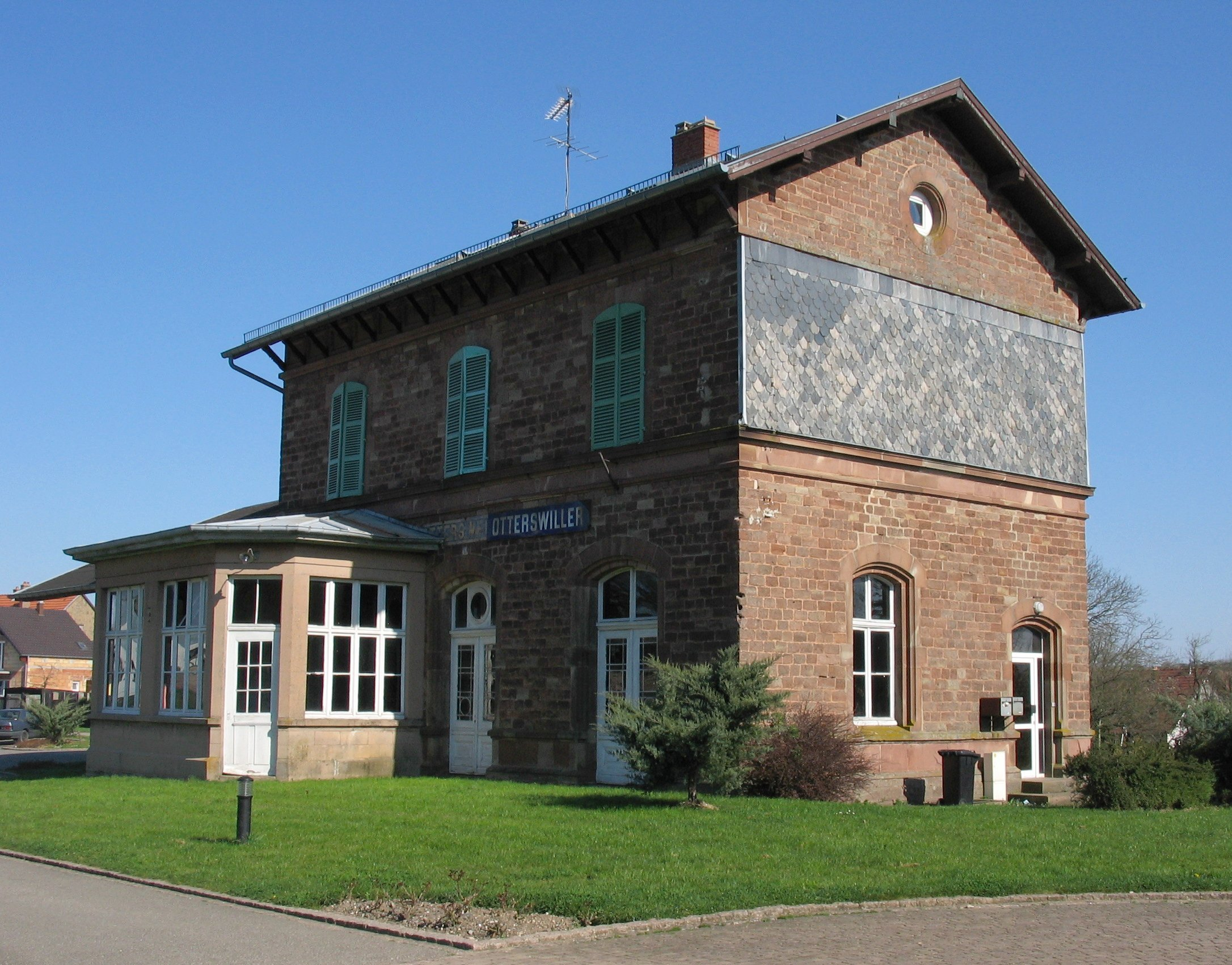
Старый вокзал